# Romanii de Jos, Vâlcea
Romanii de Jos este un sat ce aparține orașului Horezu din județul Vâlcea, Oltenia, România.
Se remarcă prin faptul că este localitatea fondatoare a orașului și totodată locul unde se află Mănăstirea Horezu, ctitorie a domnului martir Constantin Brâncoveanu.
Localitatea este străbătută de râul Bistricioara.
Istoria localității este strâns legată de cea a orașului Horezu.

## Monumente istorice
- Mănăstirea Horezu
- Biserica Bolniței Mănăstirii Hurezi
- Biserica „Sfinții Îngeri”

## Imagini

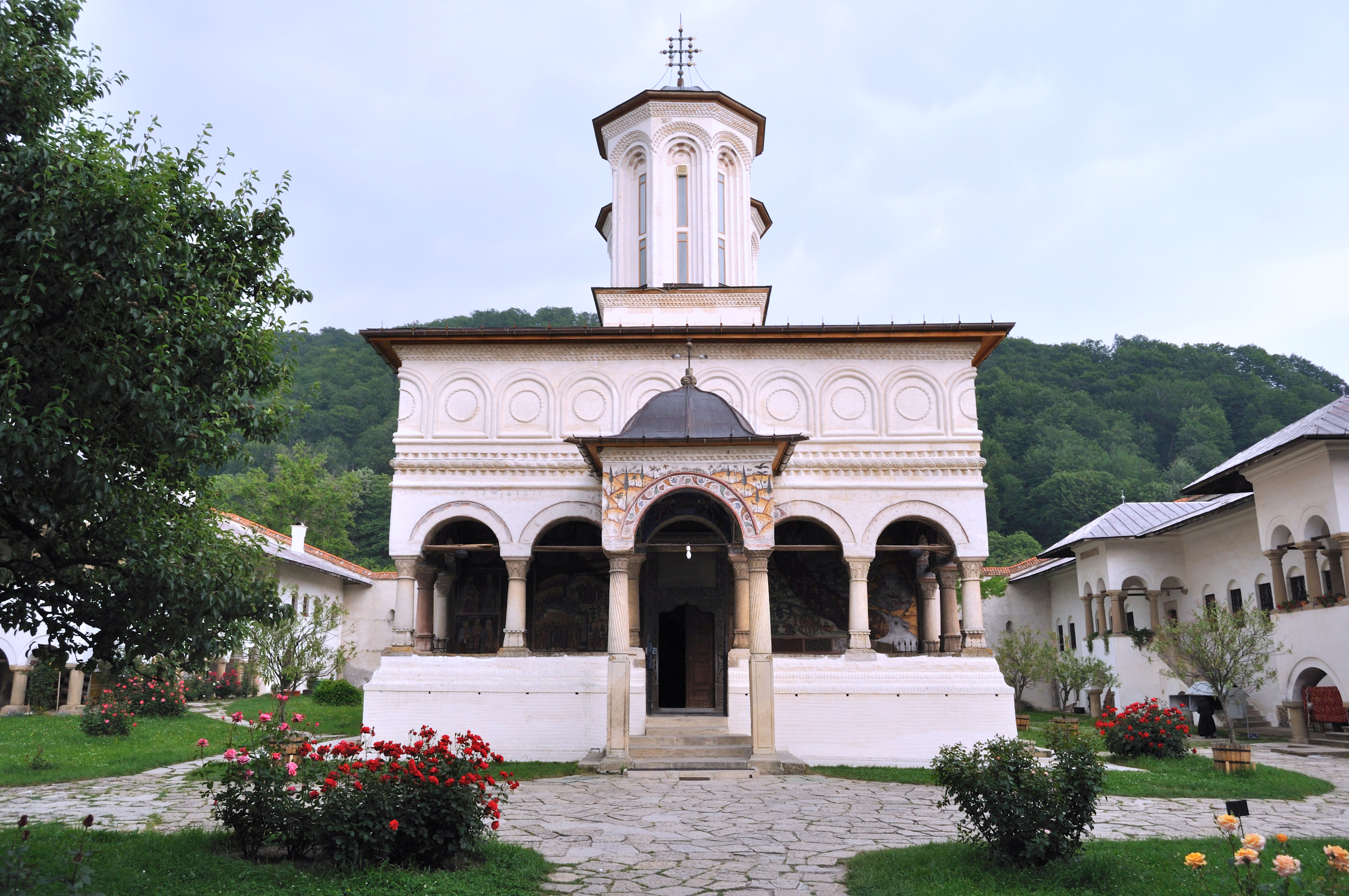
Biserica mănăstirii Horezu
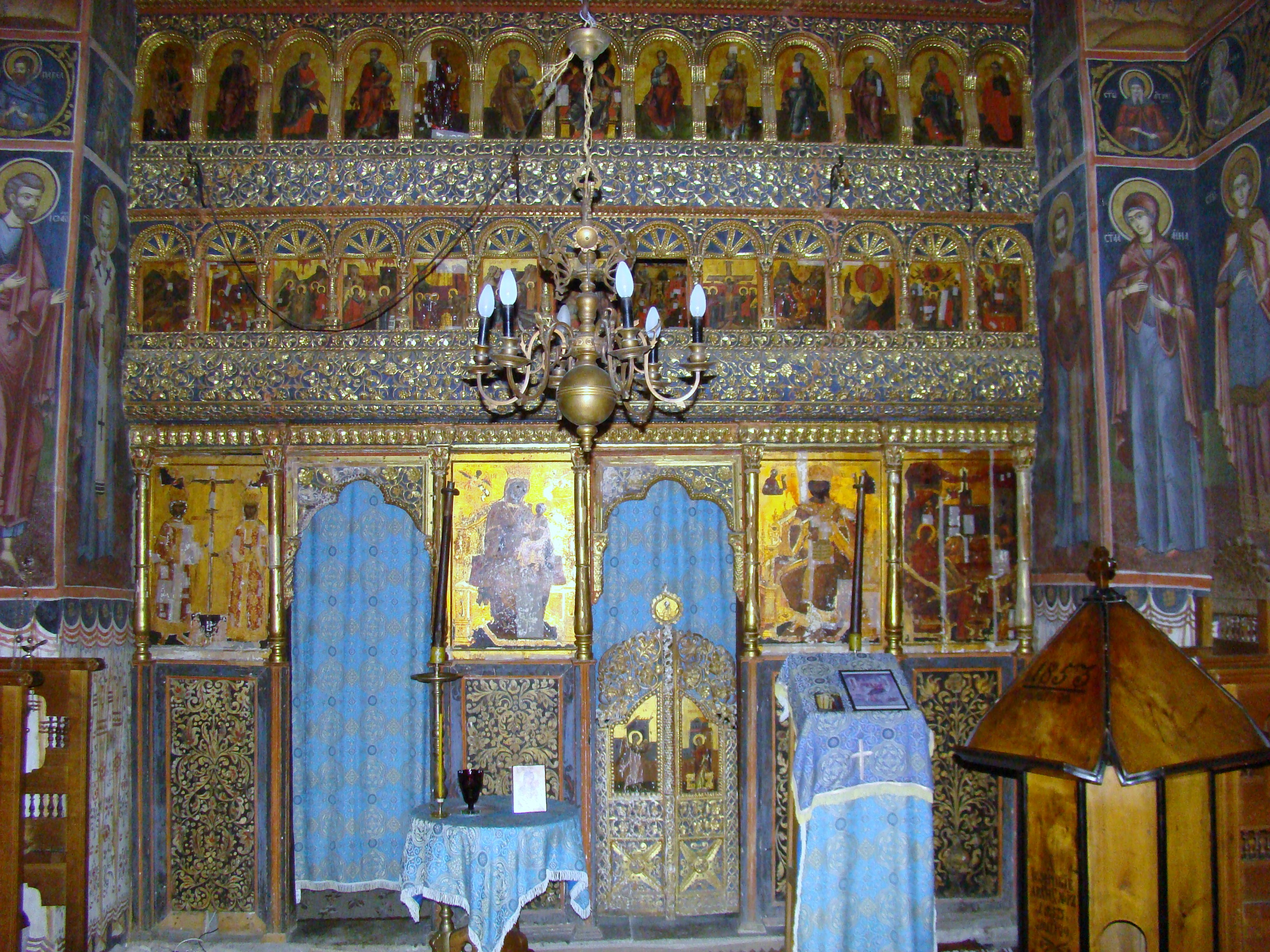
Catapeteasma din lemn de tei aurit și icoanele împărătești
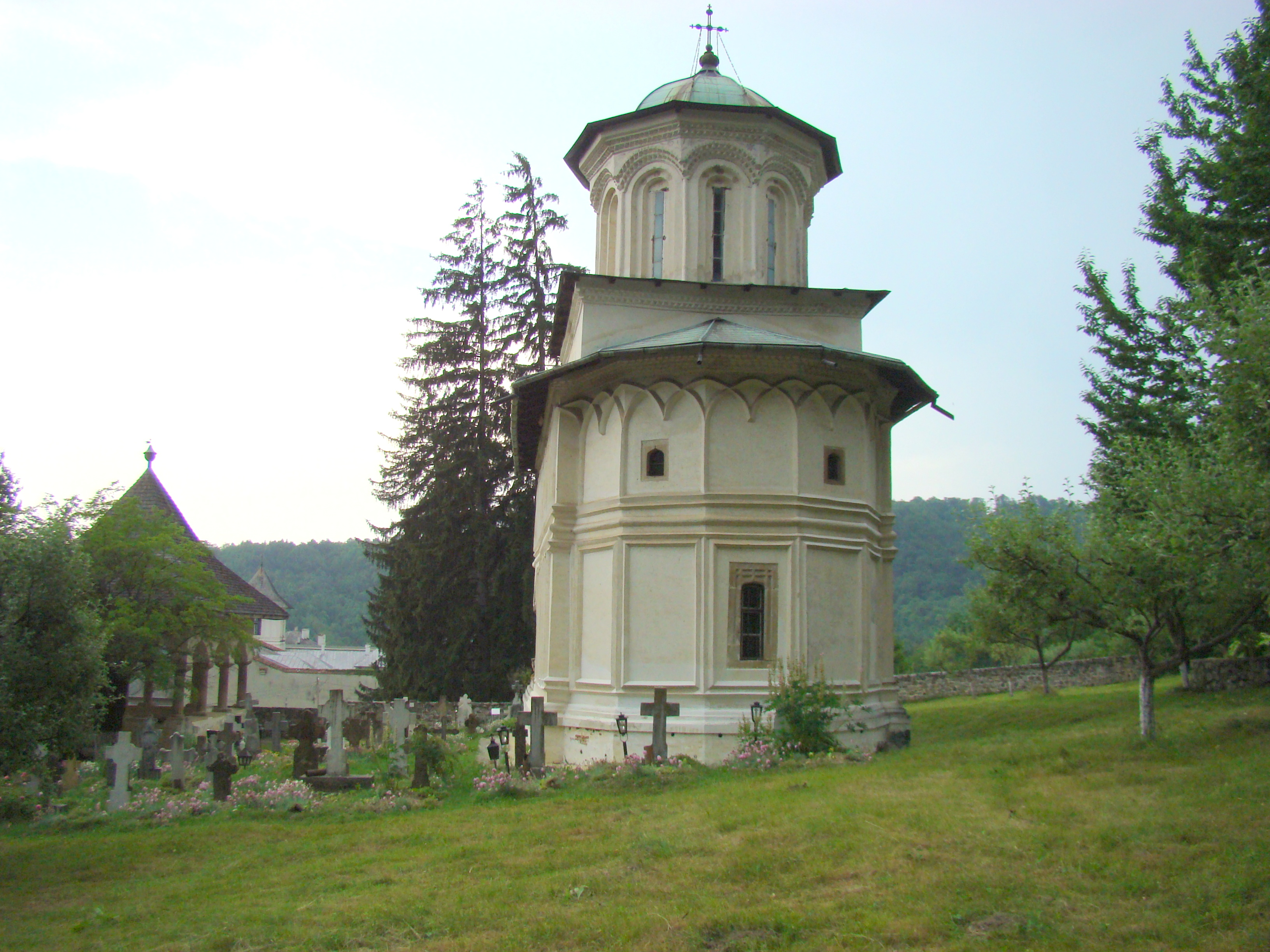
Biserica Bolniţei Mănăstirii Horezu
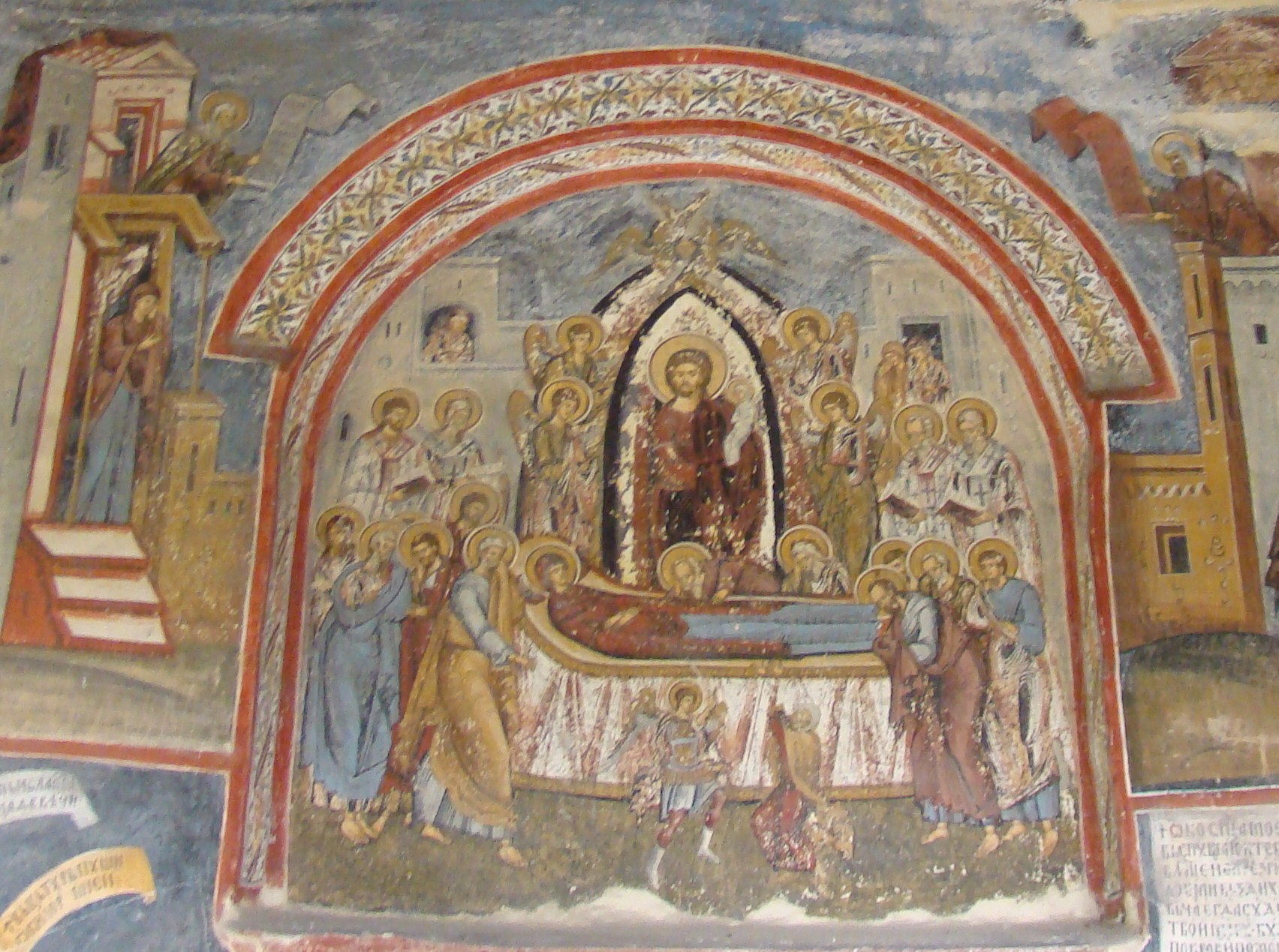
Pridvor: Adormirea Maicii Domnului
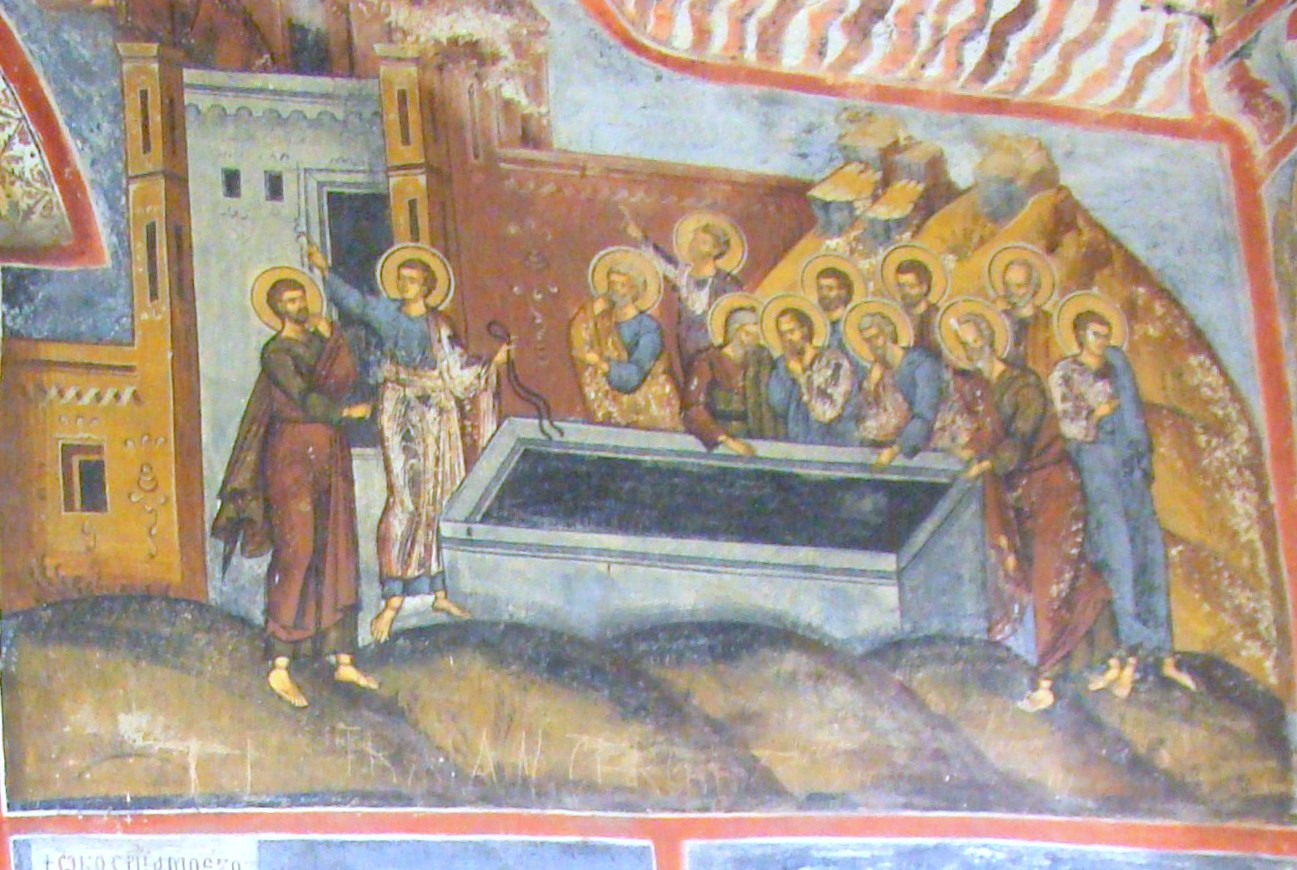
Pridvor: Apostolii la mormânt
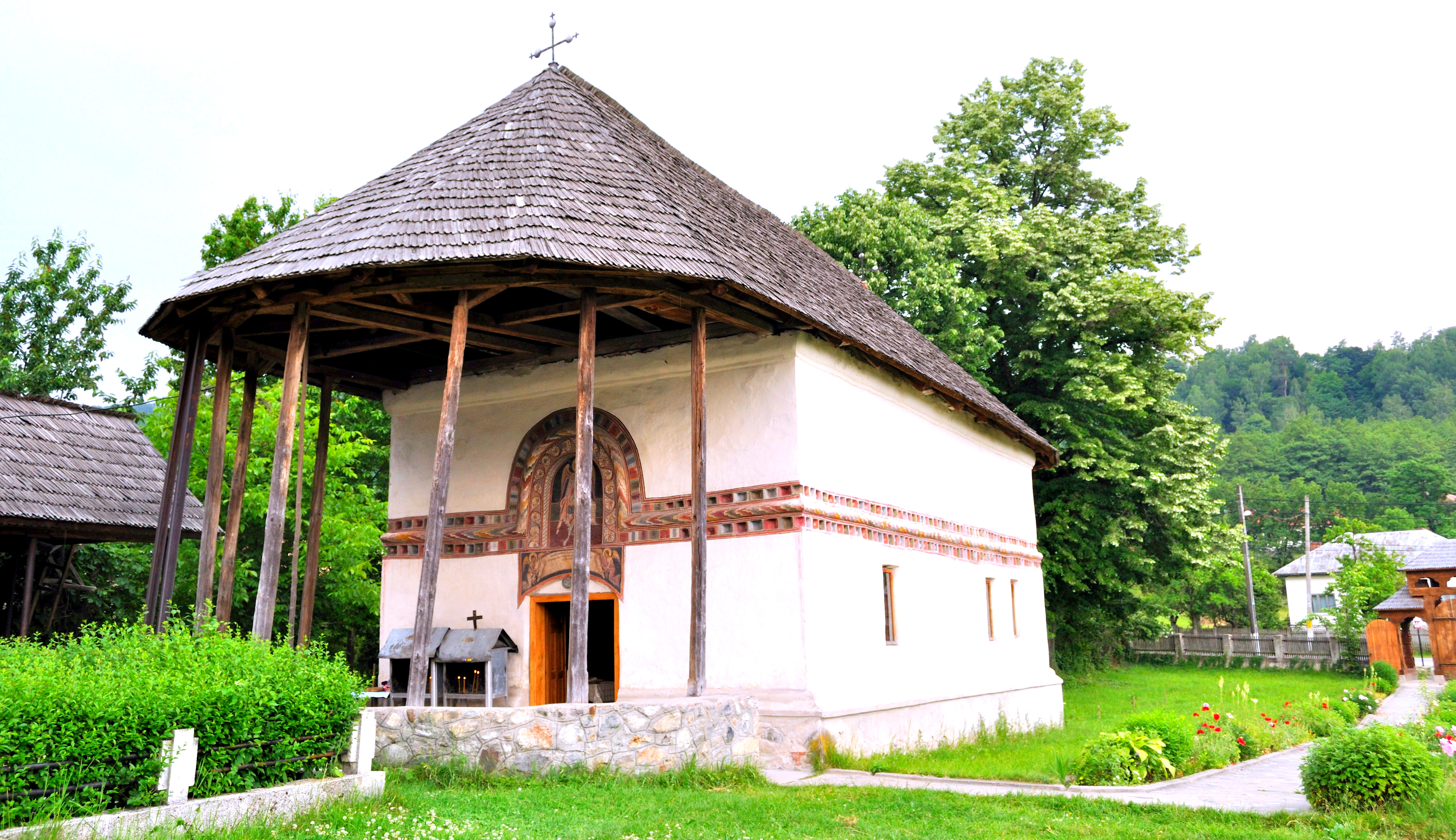
Biserica Sfinții Îngeri din Romanii de Jos

 Acest articol despre o localitate din județul Vâlcea este deocamdată un ciot. Puteți ajuta Wikipedia prin completarea lui.